# Thamnium
Thamnium là một chi rêu trong họ Neckeraceae.